# Sint-Ludgeruskerk (Balk)
De Sint-Ludgeruskerk is een kerkgebouw in Balk in de Nederlandse provincie Friesland. Het kerkgebouw is een rijksmonument.

## Beschrijving
De patroonheilige van de R.K. is Sint Ludger (Ludgerus, Liudger). Het neogotische bouwwerk uit 1883 werd ontworpen door de architect Alfred Tepe, die vier kerken in Friesland bouwde. Het is een driebeukige basiliek. Bij de kerk staat ook een pastorie. Het orgel uit 1910 is gemaakt door orgelbouwer Adema. In de toren hangen drie klokken. Het neogotische hoogaltaar (1899) stamt uit het atelier van de beeldhouwer Friedrich Wilhelm Mengelberg en stond tot 1963 in de Grote of Sint-Michaëlskerk te Zwolle. De gebrandschilderde ramen komen uit het atelier Kocken te Utrecht. 
De kruiswegstaties zijn van de hand van Jacob Ydema (1901-1990). Deze bestaan niet, zoals gebruikelijk, uit veertien afzonderlijke schilderijen. In deze kerk zijn de kruiswegstaties geschilderd in twee panelen die elk de hele ruimte van het schip van de kerk beslaan. Het eerste paneel, aan de zuidzijde van het schip is geschilderd in 1941. Deze zijn geschilderd in een levendige en uitbundige stijl, kenmerkend voor de schilder in de vroege periode van zijn werk. Na voltooiing van dit paneel viel het werk stil, mogelijk vanwege de door de Duitse bezetter ingerichte Nederlandsche Kultuurkamer, waar alle kunstenaars verplicht lid van moesten worden. Ydema weigerde zich al lid te laten inschrijven en achtte het kennelijk te riskant om de kruiswegstaties af te maken. In 1943 schatte hij het risico kennelijk anders in, en schilderde het tweede paneel aan de noordzijde. Intussen had hij wel een artistieke ontwikkeling doorgemaakt; het tweede paneel is rustiger van stijl, bijna verstild, wat meebrengt dat de stijl van de beide panelen verschilt. Ook de wanden van de doorkapel ziijn in deze periode beschilderd, met voorstellingen die verwijzen naar het doopsel: rechts de doop van Christus in de Jordaan, en links Mozes bij de doortocht van het volk door de Rode Zee. De vrouwefiguur met lamp in het midden verwijst naar de verlichting, het inzicht dat de nieuw gedoopte krijgt in de betekenis van het aards bestaan.

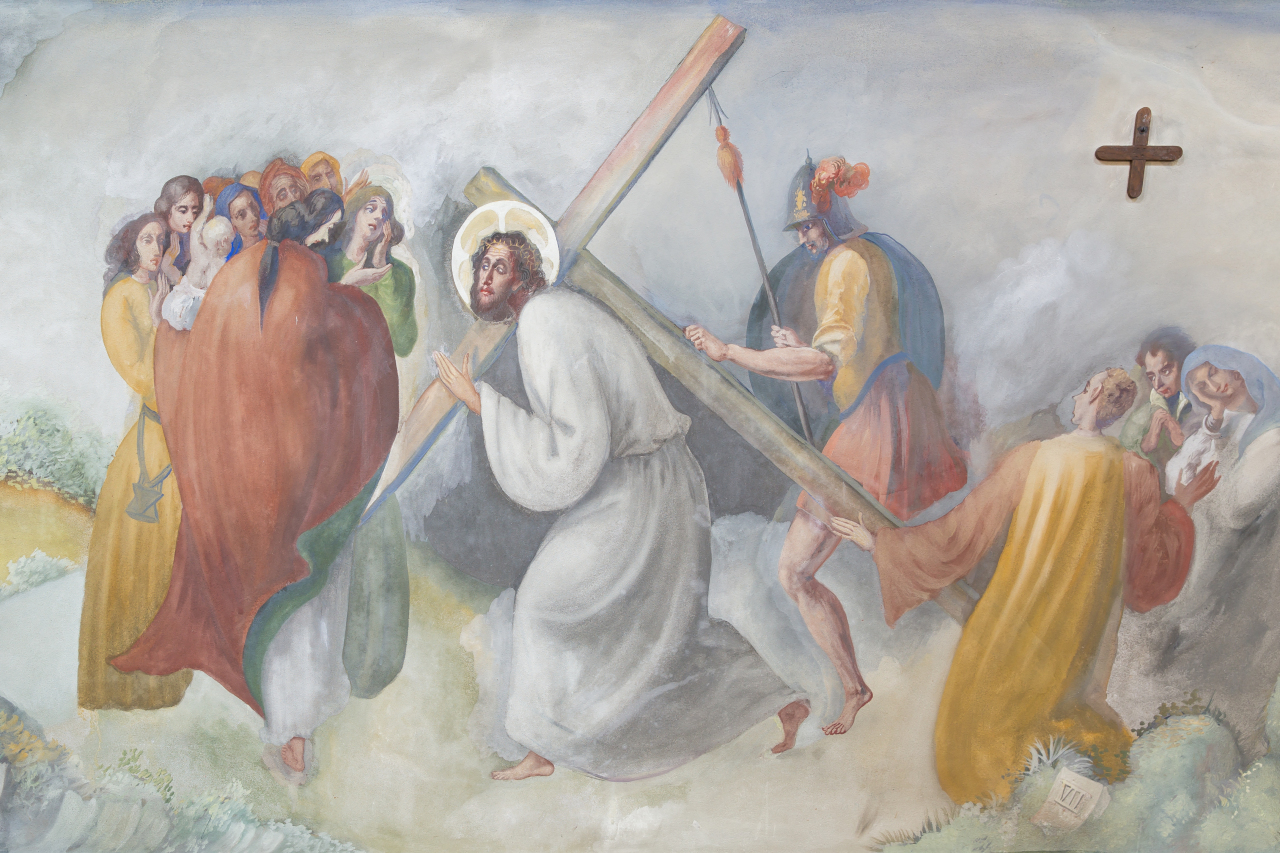
Kruiswegstaties zuidzijde (detail), 1941
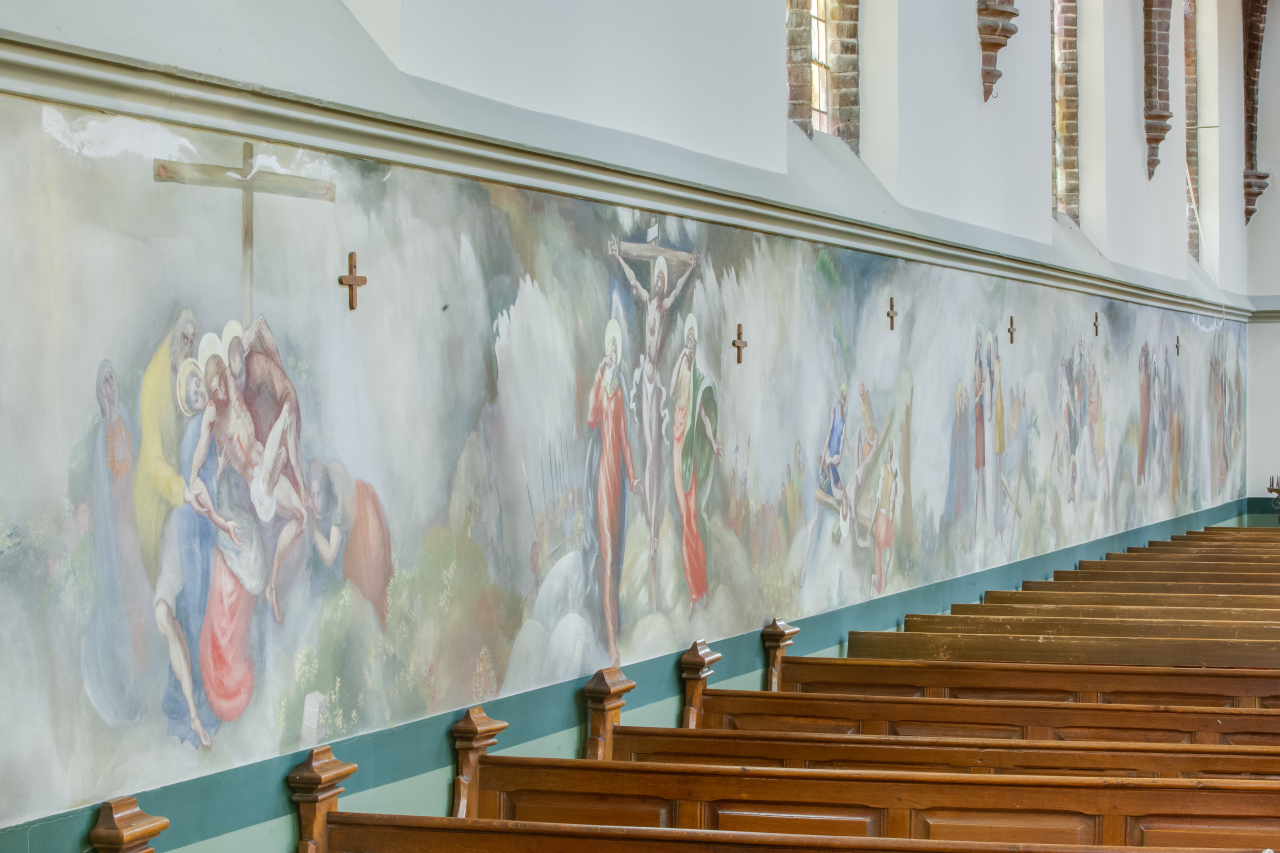
Kruiswegstatie zuidzijde, 1941
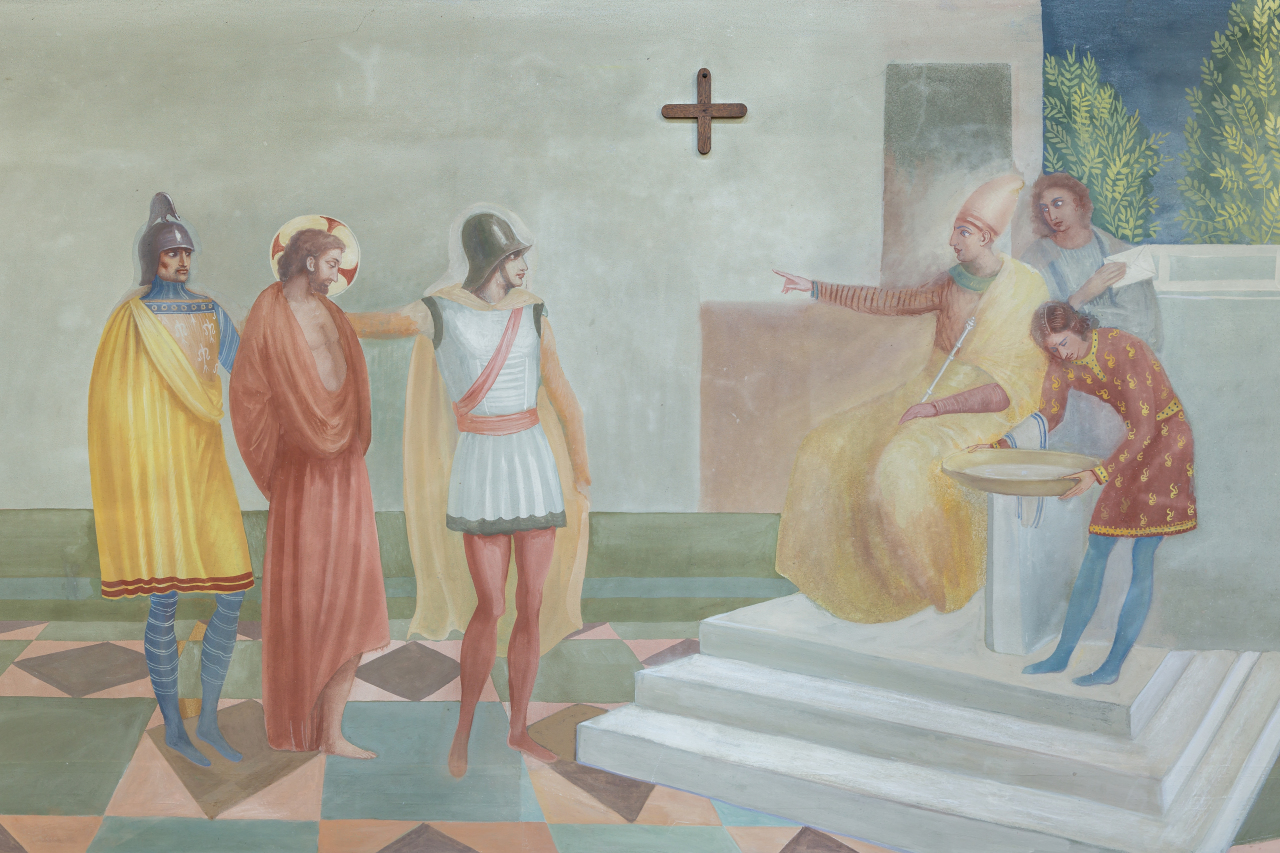
Kruiswegstaties noordzijde (detail), 1943

De kerk behoort sinds 2015 tot de Heilige Christoffel Parochie.
Sint-Bonifatiuskerk (Dokkum) · 
Sint-Bonifatiuskerk (Leeuwarden) · 
Sint-Clemenskerk · 
Sint-Franciscuskerk (1865) · 
Sint-Fredericuskerk ·
Sint-Jozefkerk · 
Sint-Ludgeruskerk · 
Sint-Martinuskerk (Roodhuis) · 
Sint-Martinuskerk (Sneek) ·
Sint-Michaëlskerk ·
Sint-Nicolaaskerk ·
Sint-Odulphuskerk · 
Sint-Vituskerk · 
Sint-Werenfriduskerk ·
Sint-Willibrorduskerk · 
Sint-Wirokerk · 
Ten Hemelopnemingkerk
Kerken in Friesland